# Monts de Guéret
Die Monts de Guéret sind ein bescheidenes Granitmassiv im Nordwesten des französischen Massif Central.

## Etymologie
Die Monts de Guéret sind nach der Stadt Guéret benannt worden, die nur knapp vier Kilometer weiter nordöstlich erbaut wurde.

## Geographie
Die Monts de Guéret gehören zu den in der Region Nouvelle-Aquitaine gelegenen Monts de la Marche. Sie überragen das Plateau de la Marche (auch im Plural Plateaux de la Marche), das eine nördliche Fortsetzung des Plateau du Limousin darstellt. Die mittelgebirgsartige Hügelkette erhebt sich zwischen dem Tal der Gartempe im Westen und dem Tal der Creuse im Osten und dominiert Guéret von Westen. Zum Massiv wird auch noch der sich weiter südöstlich anschließende Forêt de Chabrières gerechnet.
Wie auf der Übersichtskarte eingezeichnet sollten die Monts de Guéret eigentlich noch auf die Erhebungen um Saint-Vaury (bis südlich von Dun-le-Palestel) im Nordwesten und sogar bis zum Forêt de Blessac bei Aubusson im Südosten ausgedehnt werden. In diesem erweiterten Sinne haben sie dann eine Längenausdehnung von immerhin 50 Kilometer.
Im Puy de Chiroux erreichen die Monts de Guéret ihre höchste Erhebung mit 689 Meter. Weitere bedeutende Erhebungen sind:
- Les Cimes – 685 Meter
- Maupuy – 683 Meter
- Puy de Gaudy – 649 Meter

Landschaftsgeographisch handelt es sich bei den Monts de Guéret teilweise um Bocage, die vor der zunehmenden Aufforstung am Zurückweichen ist. 
Das Gebiet der Monts de Guéret teilen sich 19 Gemeinden, die in der Communauté de communes de Guéret Saint-Vaury regruppiert sind und insgesamt 28.000 Einwohner zählen. Ihr Zentrum ist Guéret mit 15.071 Einwohnern.

## Geologie
Die Monts de Guéret bilden Teil des kristallinen Grundgebirges des nordwestlichen Massif Central. Sie werden in ihrer Gesamtheit vom Guéret-Granit aufgebaut, einem mittelkörnigen, peraluminosen, Cordierit-führenden Biotitgranit. Dieser hatte sich im Unterkarbon (Tournaisium) vor 356 ± 10 Millionen Jahren als riesige schichtartige, lakkolithische Platte abgesondert, welche dann im weiteren Verlauf der Variszischen Orogenese nach Südsüdosten entlang bedeutender Seitenverschiebungen ausgepresst wurde. Dass es sich um einen relativ geringmächtigen Schichtkörper handelt, wurde von der Tiefenbohrung bei Créchat-les-Sibieux bestätigt, die bereits in 500 Meter Tiefe den Aubusson-Migmatit antraf. Vom Guéret-Granit sind vier Fazies bekannt, die auch als eigenständige Intrusionen aufgefasst werden können. In den Monts de Guéret ist der Chénérailles-Peyrabout-Monzogranit anstehend. Das Massiv folgt in seiner Ausrichtung dem Südsüdost-streichenden (N 150) Creuse-Störungssystem, einem rechtsverschiebenden, gestaffelten, rigiden Bruchsystem, das vor 340 bis 315 Millionen Jahren (im Viseum und Serpukhovium) aktiv war.

## Sehenswertes
- Das Arboretum auf dem Maupuy

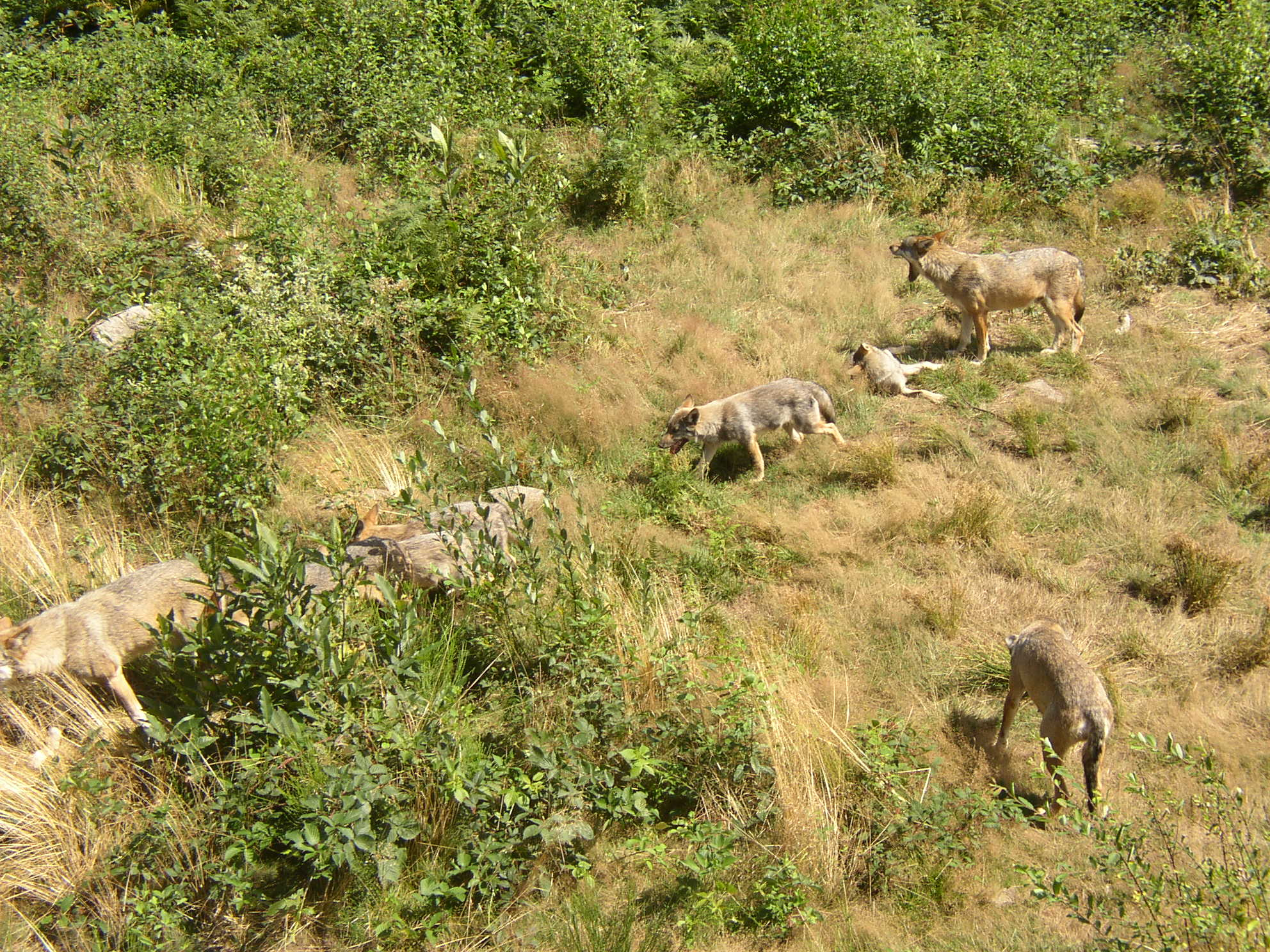
Die Wölfe des Tierparks im Forêt de Chabrières

- Das Felsenmeer der Pierres Civières am Nordabhang des Maupuy
- Der Tierpark im Forêt de Chabrières. Im seit 2001 bestehenden Park werden Wölfe gehalten.

In Guéret lohnt sich der Besuch des Kunst- und Archäologiemuseums Musée de la Sénatorerie de Guéret.

## Sonstiges
Die Monts de Guéret sind ein bekanntes Erholungsgebiet und laden zum Wandern, Reiten und Mountainbikefahren ein.